# Frank Thomas (beisebol)
Frank Edward Thomas, Jr. (27 de maio de 1968), apelidado de "The Big Hurt" é um ex-jogador profissional de beisebol que atuou como primeira base e rebatedor designado e que jogou em três times da Liga Americana da Major League Baseball de 1990 até 2008. Um dos mais temidos e devastadores rebatedores de sua era, é o único jogador na história das grandes ligas a ter sete temporadas consecutivas (1991–1997) com mais de 30% de média em rebatidas e ao menos 100  corridas impulsionadas (RBI), 100  corridas anotadas, 100 walks e 20 home runs; neste período Thomas conseguir média de 33% de aproveitamento no bastão, 36 home runs e 118 RBIs por ano. Foi eleito MVP da Liga Americana por votação unânime em 1993 após se tornar o primeiro jogador do White Sox a rebater 40 home runs, liderando o time até o título de divisão; ele repetiu o título de MVP na temporada de 1994 após rebater média de 35,3% e liderando a liga em slugging average e corridas anotadas.
Foi convocado para o All-Star por cinco vezes e foi o primeiro em rebatidas da Liga Americana em 1997 com aproveitamento de 34,7%. Aos 30 anos de idade, uma série de lesões no pé e outras dores, reduziram seu tempo de jogo e produtividade, o limitando a jogar como rebatedor designado. Em 2005, sua temporada final em Chicago, ajudou o White Sox a vencer seu primeiro título de World Series em 88 anos. No fim de sua carreira, estava em oitavo (entre jogadores da Liga Americana) na lista dos maiores rebatedores de home runs (521), nono em RBIs (1704) e sexto em walks (1667). Thomas detém o recorde do White Sox em home runs na carreira (448), RBI (1465), corridas anotadas (1327),  dduplas (447),  rebatidas extrabases, walks (1466), slugging average (.568) e on-base percentage (.427); seu recorde de 3949 bases totais na carreira foi quebrado por Paul Konerko em 2014.
Thomas foi uma das estrelas das grandes ligas que nunca caiu em suspeita de uso de drogas para aumento de performance no final dos anos 90, e foi um dos defensores da realização de testes anti-drogas no começo de 1995; foi o único jogador ativo que concordou em ser entrevistado no caso Mitchell Report em 2007. Seu uniforme número 35 foi  aposentado em 2010, e sua estátua foi inaugurada no U.S. Cellular Field em 2011. Ele é agora comentarista na Comcast SportsNet durante as transmissões de jogos do White Sox. Thomas foi eleito para o Baseball Hall of Fame na votação de 2014, em seu primeiro ano de elegibilidade, se tornando a primeira estrela do White Sox a conseguir tal distinção.